# Saint-Baldoph
Saint-Baldoph ist eine französische Gemeinde mit 2827 Einwohnern (Stand 1. Januar 2022) im Département Savoie in der Region Auvergne-Rhône-Alpes. Sie gehört zum Arrondissement Chambéry und zum Kanton La Ravoire. Die Bewohner werden Saint-Bardolains und Saint-Bardolaines genannt.

## Geographie

### Lage
Saint-Baldoph liegt auf 320 m, etwa 4 Kilometer südöstlich der Präfektur Chambéry und 42 Kilometer nordnordöstlich der Stadt Grenoble (Luftlinie). Das Dorf erstreckt sich im Westen des Département Savoie, am Nordrand des Massivs der Chartreuse. Die Gemeinde liegt innerhalb des Regionalen Naturparks Chartreuse (frz.: Parc naturel régional de la Chartreuse). Nachbargemeinden von Saint-Baldoph sind Barberaz und La Ravoire im Norden, Myans im Osten, Apremont im Süden sowie Montagnole im Westen.

### Topographie
Die Fläche des 6,24 km² großen Gemeindegebiets reicht im Nordosten bis auf die Schwemmlandebene zwischen Chambéry und dem Isère-Tal. Im Westen steigt es stetig an bis auf den Gipfelkamm eines Höhenzuges der Nordausläufer der Chartreuse, wo der Gemeindeboden 881 m erreicht. Aus dem Geländeanstieg ragt der 610 m hohe Mont Charvet heraus. Das Gebiet wird von der Albanne nach Norden hin zur Leysse entwässert.

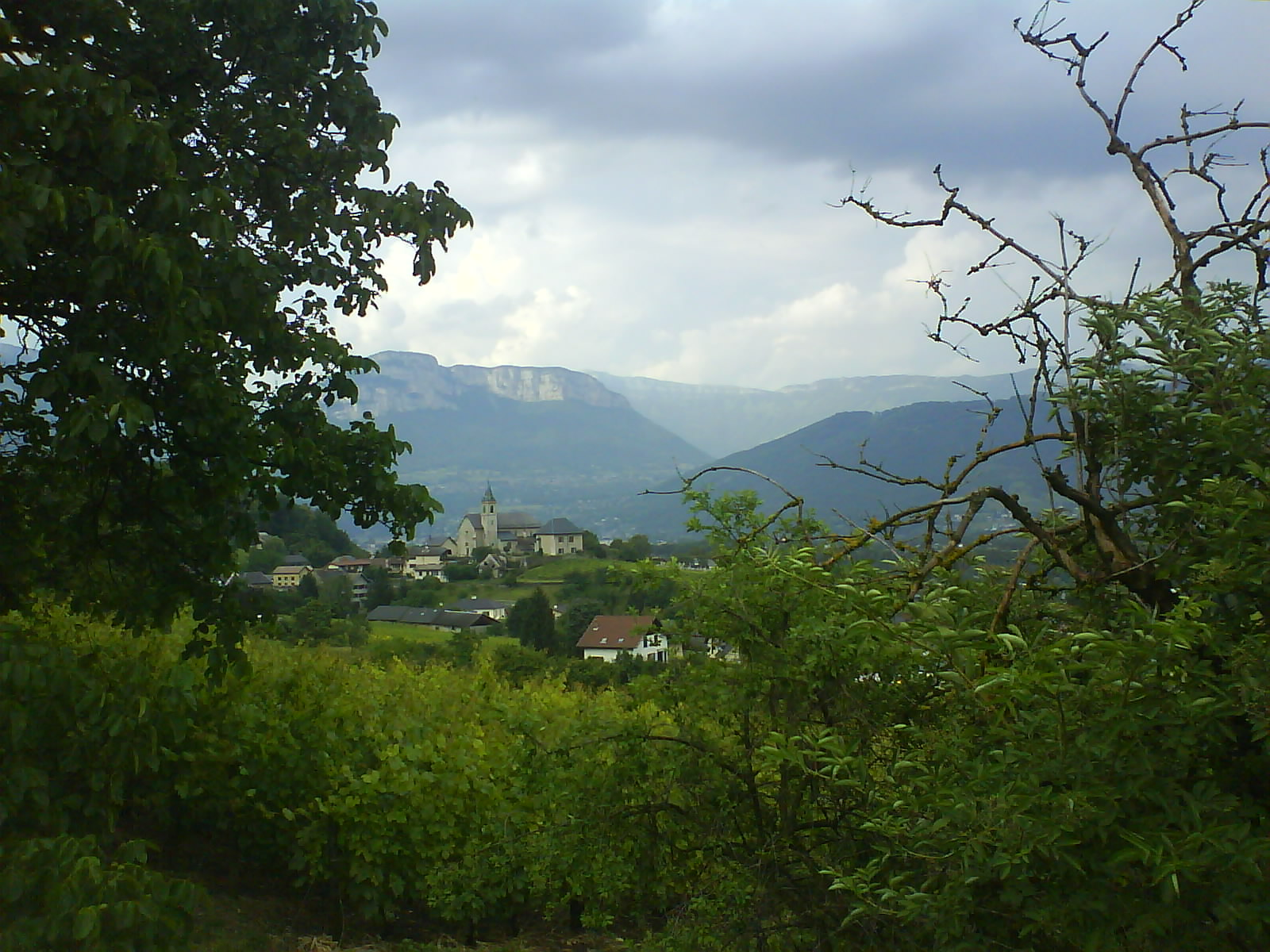
Blick auf den Ortskern von Saint-Baldoph

### Gemeindegliederung
Das Siedlungsgebiet von Saint-Baldoph umfasst mehrere Teile, darunter
- Le Mollard und Le Nant (um 350 m) mit der Kirche und Gemeindeverwaltung von Saint-Baldoph im Norden und
- Musselin und Ronjou (jeweils auf 320 m) als Fortsetzung der Bebauung nach Süden.

## Geschichte
Die erste urkundliche Erwähnung einer Pfarrei an dieser Stelle erfolgte im Jahre 1191 unter dem Namen Sanctus Badulphus. Wenig später bildete sich eine Schreibweise mit „r“ heraus (Sanctus Bardolius 1340, Sanctus Bardulphus 1494, Saint-Bardolph 1575), die vor allem im lokalen Dialekt benutzt wurde, aber im 18. Jahrhundert in der offiziellen Schreibweise wieder zugunsten des „l“ verschwand. Der Ortsname geht auf den hl. Badulphus zurück, Abt in der frühmittelalterlichen Abtei Ainay im heutigen Zentrum von Lyon. Vom Mittelalter bis zum Ende des Ancien Régime, als Savoyen von der französischen Republik annektiert wurde, gehörte Saint-Baldoph zur Herrschaft Apremont.
Nachdem im Jahr 1248 ein Bergrutsch des Mont Granier mehrere Nachbardörfer und das Benediktinerpriorat Notre Dame du Granier zerstört hatte, wurde das Priorat nach Saint-Baldoph verlegt und dort wieder aufgebaut. Es gehörte zur mächtigen Abtei Saint-Rambert-en-Bugey und übernahm von Notre Dame du Granier die Zuständigkeiten über die Pfarreien Saint-Baldoph, Apremont, Saint-Pierre-de-Soucy und Mognard.
Im Österreichischen Erbfolgekrieg besetzten die Spanier Savoyen, um von dort Feldzüge gegen Piemont zu starten. Während der spanischen Eroberungen kam es im Dezember 1742 zu erheblichen Zerstörungen und Plünderungen in Saint-Baldoph. Die spanischen Truppen zogen sich erst 1749 wieder zurück.

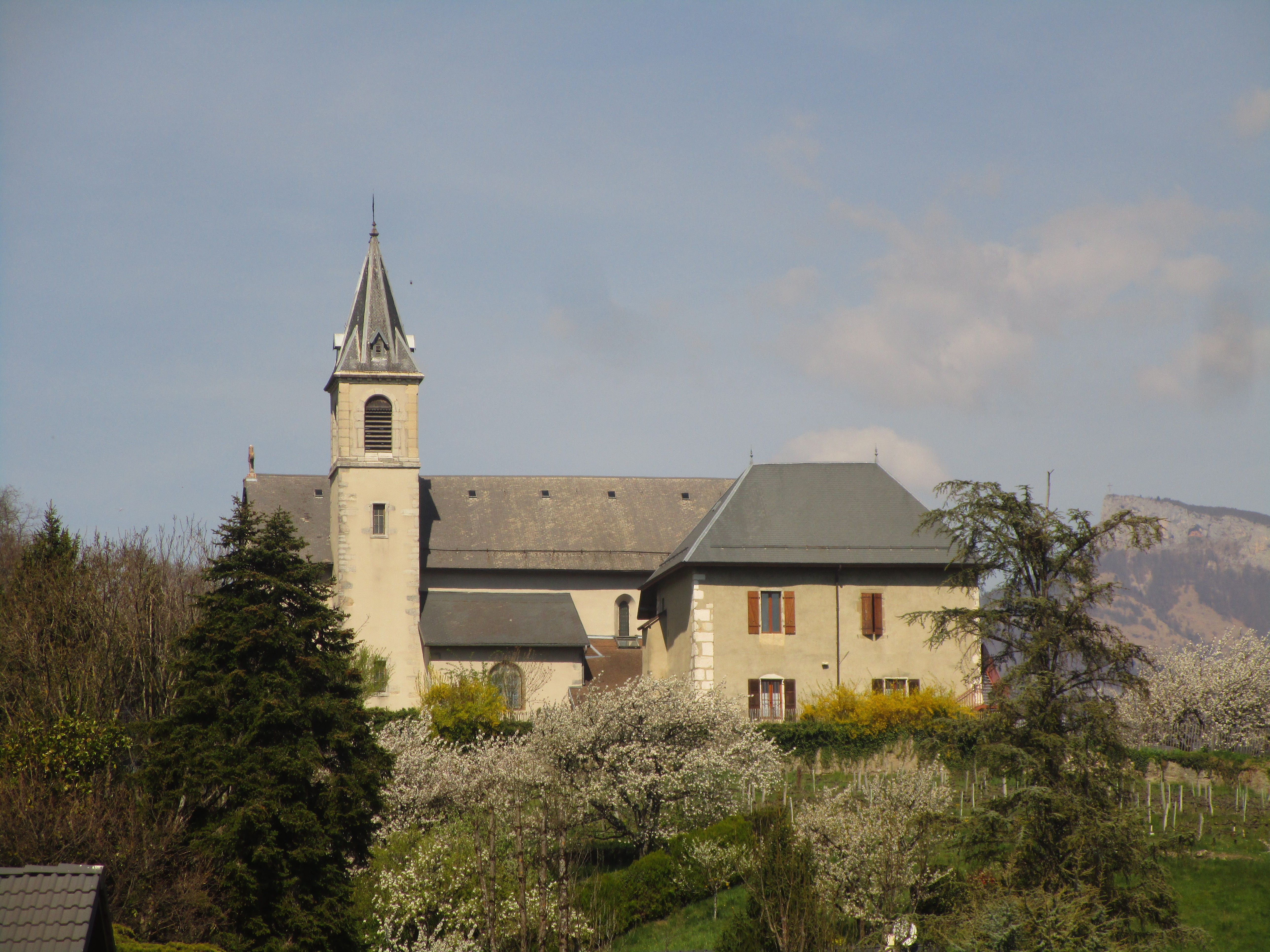
Pfarrhaus und Kirche Saint-Baldoph

## Sehenswürdigkeiten
Die neugotische Dorfkirche Saint-Baldoph aus dem 19. Jahrhundert steht an der Stelle der ursprünglichen Kirche, die Teil des mittelalterlichen Priorats war und mehrfach verändert wurde. Nur eine Fassade aus dem 17. Jahrhundert stammt von den Vorgängerbauten. Vom Mont Charvet ergibt sich ein weiter Ausblick über die Talfurche von Chambéry.

## Bevölkerung
Mit 2827 Einwohnern (Stand 1. Januar 2022) gehört Saint-Baldoph zu den mittelgroßen Gemeinden des Département Savoie. Nachdem die Einwohnerzahl in den Jahrzehnten vor und nach 1900 kontinuierlich zurückgegangen war auf nur 494 Einwohner im Jahr 1936, verzeichnet die Gemeinde seitdem eine Bevölkerungszunahme vor allem dank der Nähe zum Großraum Chambéry.
| Jahr                       | 1962 | 1968 | 1975 | 1982 | 1990 | 1999 | 2008 | 2016 |
| -------------------------- | ---- | ---- | ---- | ---- | ---- | ---- | ---- | ---- |
| Einwohner                  | 776  | 911  | 1153 | 1358 | 2227 | 2843 | 2948 | 2839 |
| Quellen: Cassini und INSEE |      |      |      |      |      |      |      |      |

## Wirtschaft und Infrastruktur

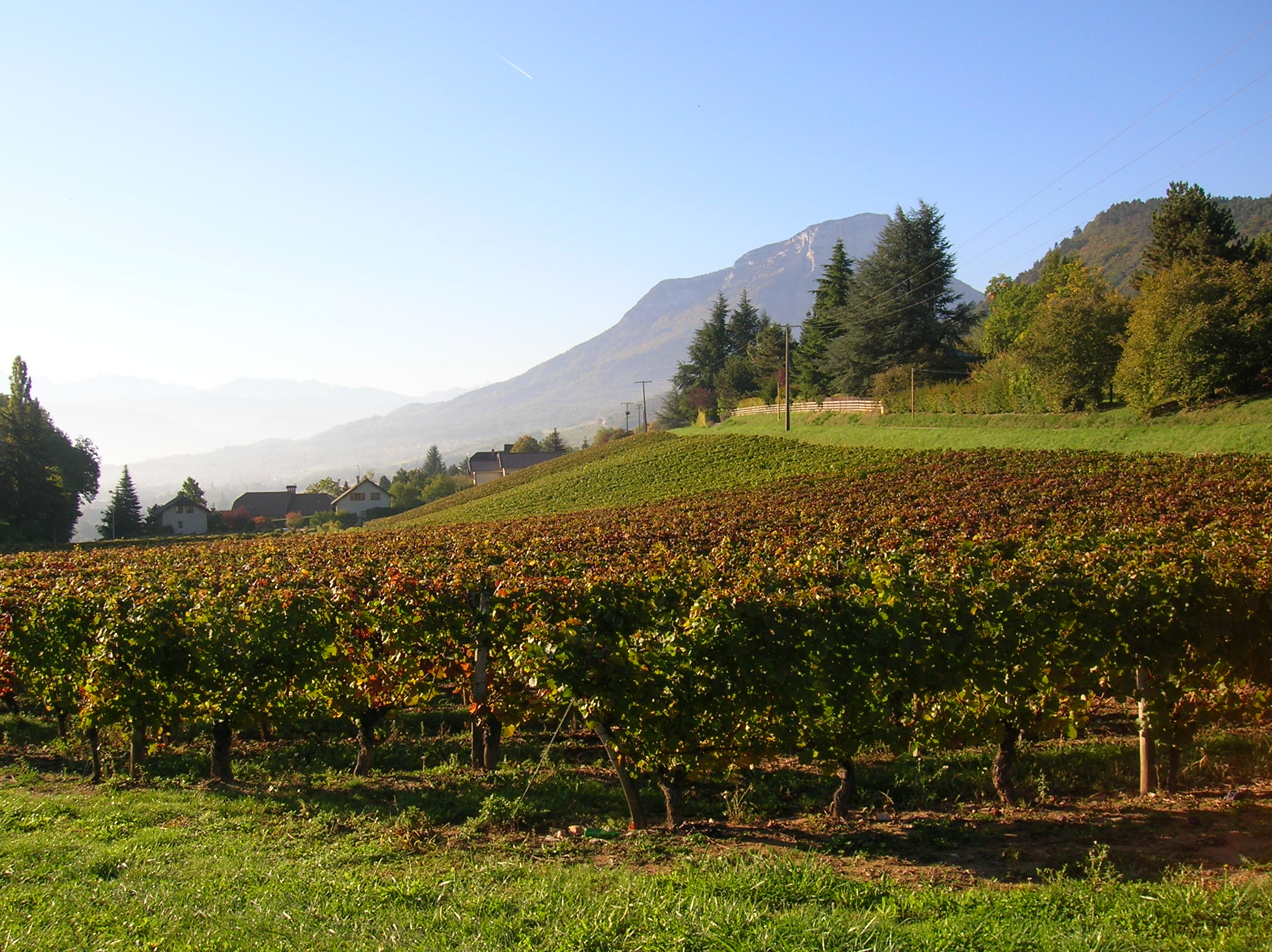
Weinberge in Saint-Baldoph vor dem Mont Granier

Saint-Baldoph ist ein vorwiegend durch den Weinbau geprägtes Dorf, das in der Weinbauregion Savoie liegt. Für Weiß-, Rosé- und Rotweine verschiedener Rebsorten gilt die AOC Vin de Savoie. Saint-Baldoph ist einer der drei Orte, die die strengere Herkunftsbezeichnung Vin de Savoie Apremont führen dürfen. Diese gilt für Weißweine mit Jacquère als Hauptrebsorte, die auf dem wasserdurchlässigen, mineralischen Schuttkegel des Mont Granier ideale Bedingungen vorfindet.
Durch die Lage im Großraum Chambéry hat sich das Dorf auch zu einem Gewerbestandort sowie einer Wohngemeinde entwickelt. Im Tal am Ufer der Albanne sind zwei Gewerbeparks mit kleinen und mittelständischen Betrieben angesiedelt. Viele Erwerbstätige sind Wegpendler, die in den größeren Ortschaften der Umgebung, vor allem im Raum Chambéry, ihrer Arbeit nachgehen.
Durch die Ortschaft führt eine Departementsstraße, die Verbindungen mit den Nachbargemeinden herstellt. Anbindungen an die regionale und überregionale Infrastruktur bestehen über den wenige Kilometer entfernten Großraum Chambéry mit seinem Flughafen, SNCF-Bahnhof und Anschlüssen an die Autobahnen A41 und A43. Die auf dem Gebiet von La Ravoire gelegene Ausfahrt Nummer 20 der A43 trägt den Namen Saint-Baldoph.